# Leuville-sur-Orge
 Leuville-sur-Orge  es una población y comuna francesa, ubicada en la región de Isla de Francia, departamento de Essonne, en el distrito de Palaiseau y cantón de Arpajon.

## Demografía
| 1198 | 1519 | 1934 | 1969 | 2463 | 3761 |
| Para los censos de 1962 a 1999 la población legal corresponde a la población sin duplicidades (Fuente: INSEE [Consultar]) |      |      |      |      |      |